# 12 Warszawska Drużyna Harcerska
12 Warszawska Drużyna Harcerska – drużyna harcerska na warszawskim Michałowie, działająca w latach 1922–2003 przy Szkole Podstawowej nr 126 im. Adama Asnyka przy ul. Otwockiej 3. Obecnie nie istnieje.

## Opis
W okresie międzywojennym drużyna nosiła imię Króla Władysława Warneńczyka, istniała przy niej gromada zuchowa. Jednym z drużynowych był Jerzy Dargiel.
W latach okupacji hitlerowskiej harcerze drużyny działali częściowo w Szarych Szeregach, grupa harcerzy związana ze Wojciechem Stefanem Wyrobkiem) działała w konspiracji poza strukturami Szarych Szeregów.
Drużyna funkcjonowała po wojnie w latach 40. Reaktywowana w 1961, tworzyła wraz z 17 WDH im. gen. Jakuba Jasińskiego wspólny Szczep „Jakobinów“. W 1964 powstał Szczep 12 Warszawskich Drużyn Harcerskich i Zuchowych skupiający 4-6 drużyn zuchowych i harcerskich, noszący imię Aleksego Dawidowskiego "Alka". W latach 1978–1981 istniał wspólny Szczep 12 WDHiZ/140 WDHSPS „Promieniści“, skupiający zuchy, harcerzy i harcerzy starszych ze szkoły podstawowej (12 WDH) i szkół średnich (140 WDH) mieszczących się w zespole budynków przy ul. Otwockiej 3. Szczep 12 WDH rozwiązany został w 2003.

## Barwy
Harcerze 12 WDH nosili jednolite ciemnozielone chusty.

## Znani harcerze 12 WDH
- Jerzy Dargiel, wódz zuchowy i drużynowy, aktor teatralny i filmowy, reżyser, kompozytor i autor piosenek
- Wojciech Stefan Wyrobek, nauczyciel, organizator konspiracyjnego harcerstwa na Targówku Fabrycznym